# レゴ バットマン THE VIDEO GAME
『レゴ バットマン』（Lego Batman: The Videogame）は、アクションアドベンチャーゲームであり、レゴ×キャラクターゲームの第2弾ソフトである。

## 概要
実写映画『バットマン』シリーズをレゴブロックでコミカルに表現し、ティム・バートン版バットマンをベースにしている。プレイステーション3・Xbox 360版はオンラインによるマルチプレイモードに対応。また、バットマンの専用マシンや各種乗り物などがレゴブロックで表現されているのも見どころである。

## 声の出演
- バットマン、ジョーカー、トゥーフェイス、キラーモス - スティーヴン・ブルーム
- ロビン - ジェームズ・アーノルド・テイラー
- ペンギン、リドラー - トム・ケニー
- ミスター・フリーズ、クレイフェイス - オジー・バンクス
- キャットウーマン、ポイズン・アイビー - ヴァネッサ・マーシャル
- スケアクロウ - デイヴ・ウィテンバーグ
- ベイン - フレッド・タタショア